# Distrikt Marías
Der Distrikt Marías liegt in der Provinz Dos de Mayo in der Region Huánuco in Westzentral-Peru. Der Distrikt wurde am 12. Mai 1962 gegründet. Er besitzt eine Fläche von 613 km². Beim Zensus 2017 wurden 5991 Einwohner gezählt. Im Jahr 1993 lag die Einwohnerzahl bei 5273, im Jahr 2007 bei 7656. Verwaltungssitz des Distriktes ist die 3484 m hoch gelegene Ortschaft Marías mit 1095 Einwohnern (Stand 2017). Marías befindet sich 26,5 km nordnordöstlich der Provinzhauptstadt La Unión.

## Geographische Lage
Der Distrikt Marías befindet sich im Osten der Provinz Dos de Mayo. Die Längsausdehnung in WSW-ONO-Richtung beträgt 58,5 km. Der Distrikt erstreckt sich vom Río Marañón im Westen bis jenseits des Hauptkamms der peruanischen Zentralkordillere im Osten. Der Río Jarahuasi entwässert das Areal im Ostteil des Distrikts nach Osten zum Río Huallaga.
Der Distrikt Marías grenzt im Südwesten an die Distrikte Aparicio Pomares (Provinz Yarowilca) und Chuquis, im äußersten Westen an den Distrikt Pachas, im Nordwesten an die Distrikte Quivilla und Jacas Grande (Provinz Huamalíes), im Norden an den Distrikt Monzón (Provinz Huamalíes), im Osten an den Distrikt Mariano Dámaso Beraún (Provinz Leoncio Prado) sowie im Südosten an die Distrikte Chinchao und Churubamba (Provinz Huánuco).

## Ortschaften
Im Distrikt gibt es neben dem Hauptort folgende größere Ortschaften:
- Maynas
- Patay Rondos – Sicsipata (1101 Einwohner)
- Pura
- Tantacoto (312 Einwohner)
- Ututo